# Küçük Gelin
Küçük Gelin (en español: Esposa joven) es una serie de televisión turca de 2002, producida por Bosphorus Film Makers y emitida por Samanyolu TV.

## Trama
Zehra es una inocente niña de 13 años con grandes planes para su futuro. Su vida cambia por completo cuando es forzada a casarse con Ali Kirman, un joven desconocido que pertenece a una familia millonaria. Luego del matrimonio, Zehra se traslada a vivir a una lujosa mansión junto a su esposo y la familia de él. En medio de tanto sufrimiento, una profesora que casualmente es la madre biológica de la niña, y quien cree que ella está muerta, será su mano derecha en su desesperado intento por escapar.

## Reparto

### Reparto principal
- Çağla Şimşek / Kayra Zabcı como Zehra Kara / Saruhan Soyger (1-95/96)
- Gözde Mukavelat / Bengi Öztürk como Melek Soyger de Kirman (1-40/41-96)
- Orhan Şimşek / Barış Çakmak como Azad Kirman (1-63/64-83)
- Arda Esen como Mirza Saruhan (84-96)
- Ufuk Şen como Devran Kirman (1-96)
- Gökhan Şahin como Ali Kirman (1-52/71-96)
- Sema Aybars como Nujin de Kirman (1-95)

### Reparto recurrente
- Arzu Yanardağ como Bahar de Saruhan (84-95)
- Ali Çakalgöz como Kadim Kirman (1-95)
- Arif Selçuk como Cemal Kirman (16-38)
- Ece Okay como Behiye de Kirman (1-95)
- Melda Arat como Zümrüt Kirman
- Devrim Atmaca como Fatma / Safiye
- Sabri Özmener como Raşit Kara (1-66)
- Helin Melike Çal como Elif Kara (1-66)
- Burcu Adal Köse como Gülsüm Kara (1-17)
- Onurcan Kırşan como Ferman Kara (1-40)
- Burcu Yüce como Berfin Kirman Kara (1-40)
- Hilmi Erdem como Hilmi (49-95)
- Merve Çağıran como Havin 50-77)
- Savaş Bayındır como Şiyar (50-77)
- Yağmur Kur como Dicle Kirman (1-40)
- Ece Baykal como Canan Soyger (1-36)
- Tayfun Sav como Sami Soyger (1-39)
- Yusuf Ekşi como Ibrahim
- Elif Verit como Mercan (1-41)
- Melissa Ozge Yıldırımer como Leyla Kirman (41-96)
- Mücahit Koçak como İsmail (84-95)
- Berkecaan Akkaya como Rüzgar (86-95)
- Asya Taşkin como Pelin (86-95)
- Müjgan Gönül Koraltürk como la doctora Zeynep (44-83)
- Pınar Kaya como Suna (1-37)
- Koray Nizamoğlu como Yusuf
- Nazım Yılmaz como Cemşit
- Mehmet Emin Kadıhan como Baho
- Ercan Özdal como Sırrı
- Kaya Erdaş como Rüstem
- Ayşen Batıgün como Celal Yazar
- Birgül Ulusoy como Nimet Yazar
- Ümit Yesin como el señor Yazar
- Merve Ünal como Aysel (29-38)
- Çiğdem Çelen Yılmaz como Şaziment (67-95)
- Meltem Pamirtan como Asiye

## Temporadas
El 14 de junio del 2015 no se pudieron emitir los tres últimos capítulos de la tercera temporada en Turquía debido a que el gobierno turco canceló la licencia de Samanyolu TV por estar supuestamente ligada a grupos terroristas.
| Temporada | Temporada | Episodios | Rango de episodios | Emisión original        | Emisión original        |
| Temporada | Temporada | Episodios | Rango de episodios | Inicio                  | Final                   |
| --------- | --------- | --------- | ------------------ | ----------------------- | ----------------------- |
|           | 1         | 40        | 1-40               | 8 de septiembre de 2013 | 22 de junio de 2014     |
|           | 2         | 43        | 41-83              | 22 de agosto de 2014    | 21 de junio de 2015     |
|           | 3         | 12        | 84-96              | 30 de agosto de 2015    | 15 de noviembre de 2015 |

## Emisión internacional
Pink
   Pink Soap
 Canal 5
 Rustavi2
 SCTV
 TV Fun
 Tolo TV/Lemar TV
 ZEE TV
 Imagen Televisión
 Fox Dubai
  MBC Group
   Al Arab TV
 Scope TV
 NewLine HD
  Speda TV
 Sama TV
 TLC Group
 eltrece
 Telefuturo
 Oromar Televisión
 RTS
 TVC
 TVN
 Canal 13
 Monte Carlo TV
 ATV / Global Television
 Bolivision
 La Tele
 TVes
 TVN
 Antena 7
 Televisiete
 Canal 12
 Canal 10
 Canal 7
  Pasiones
 Nova